# パトムスキー・クレーター

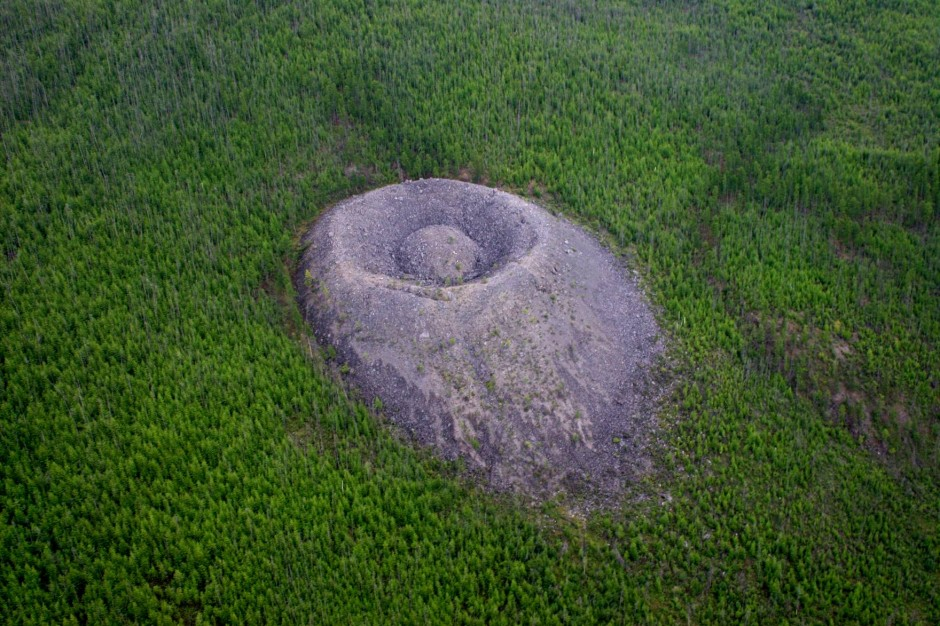
パトムスキー・クレーター

パトムスキー・クレーターまたはパトム・クレーターまたはパトムスキー・クラテル（ロシア語: Патомский кратер, Patomskiy Krater）またはコルパコフ・コーン（ロシア語：Конус Колпакова, Konus Kolpakova）は、シベリア南東部、イルクーツク州ボダイボ地区に位置する特異な岩石構造である。地区の中心地であるボダイボから約360キロメートル（220マイル）離れた場所にあり、パトム高地の斜面に広がる密集したタイガの中に存在する。砕けた石灰岩から成る大きな塚であり、その基部の直径は約160メートル、高さは約40メートルに達する。円錐状の頂部は環状をなしており、その中心には高さ約12メートル）の小さな塚がある。クレーターの体積は約23万～25万立方メートルと推定され、その重量は約100万トンに及ぶ。
パトムスキー・クレーターは、1949年にロシアの地質学者ワディム・コルパコフによって記録されたが、それ以前から地元住民には知られていた。起源については、隕石や火山活動、ガス噴出など様々な仮説が提唱されているが、現在のところ決定的な証拠は見つかっていない。年輪年代測定により、このクレーターの形成時期は約300年前と推定されている。

## 起源の仮説
つい最近まで、一部の科学者はこのクレーターが超高密度の隕石の巨大な痕跡であり、衝突時に地下へ沈み込んだ可能性があると考えていた。また別の仮説として、ツングースカ隕石の破片であるとする説もあった。また、クレーターは地下深部の天然ガスの噴出によって形成されたとする意見もあった。これまでにいくつかの科学探査隊がクレーターを調査したが、その起源はいまだに謎のままである。
V.S.アンチピンとA.M.フェドロフによる研究では、形態学的・構造的・化学的データに基づき、このクレーターが火山起源であることが示された。風化した礫岩の存在、円錐形の火山における典型的な直径と高さの比率、宇宙起源に関連する地球の化学的異常の欠如、異なる年代のゾーニングなどの要素は、隕石説と明らかに矛盾している。そのため、この円錐の起源は、地下深部からの急激な流体（CO₂およびH₂O）やガス（COおよびH₂）の噴出による火山活動であると結論づけられている。
2010年、サンクトペテルブルク鉱物研究所は会議「パトム・クレーター 2010」を開催した。